# نايل كاريو
نايل كاريو (بالإنجليزية: Niall Carew)‏ هو مدرب كرة قدم أيرلندي، ولد في 1974 في Staplestown ‏ في جمهورية أيرلندا.